# Zaregoto
Zaregoto Series (яп. 戯言シリーズ Дзарэгото сири:дзу) — серия японских лайт-новел, написанных Нисио Исином и иллюстрированная японским иллюстратором, под псевдонимом Такэ. Издательством Kodansha с февраля 2002 по ноябрь 2005 года опубликовано 9 томов серии Zaregoto. С 2004 по 2010 год вышло 7 томов из спин-офф серии Ningen, являющейся продолжением. В 2015 году начался выпуск серии Saikyou. Так же выпущена манга-адаптация. Выпущено аниме.

## Сюжет
Сюжет вращается вокруг главного героя, чьё настоящее имя не называется, и тайнами, с которыми он сталкивается. Он каждый раз пытается держаться в стороне, и каждый раз безуспешно. При помощи своей подруги Томо Кунагисы и гениальной Дзюн Айкавы он вынужден находить истину в кажущихся неразрешимыми ситуациях.

### Сеттинг
Согласно объяснению Томо, мир делится на 4 части:
- Внешний мир — нормальная сторона мира. Наиболее заурядный из миров.
- Экономический мир — мир, объединяющий крупнейшие и богатейшие дзайбацу Японии.
- Политический мир — мир, объединяющий семь семей, держащих всю власть в мире, объединённых в дзайбацу Кусанаги.
- Мир насилия — мир, объединяющий необычные, инакомыслящие семьи. Мир, в котором нет установленного порядка и закона, а только беззаконная расправа. Делится на семьи убийц (The Killing Names) и проклинающих (The Cursing Names).

## Персонажи

### Главные персонажи
И (яп. 井伊 И:) — рассказчик серии Zaregoto. Имя его не раскрывается на протяжении всей серии, и все герои называют его по фамилии либо с использованием именных суффиксов (Иккун, И-тян и т.п.). В списках персонажей, как правило, вместо имени указан как Я (яп. ぼく Боку), что является игрой слов: "I" по-английски означает "Я", а в японском является его фамилией. В 3 томе серии он загадывает Сиоги Хагихаре логическую загадку, ответом на которую является его имя. Она её разгадывает, но ответ вслух не произносит. День рождения в марте, родом из Кобэ.
После окончания 8 класса становится участником проекта ER3, целью которого являлось выявление и развитие гениальных учеников, и уезжает в Хьюстон. После смерти своей подруги Магокоро Омокагэ бросает проект и возвращается в Японию. Живёт в отдельной квартире на 2 этаже, является студентом частного университета Рокумэйкан. Склонен постоянно приуменьшать свои умственные способности, называя себя абсолютно заурядным человеком.
Сэйю: Юки Кадзи
Дзюн Айкава (яп. 哀川 潤 Айкава Дзюн) — известна во всём мире как «сильнейший подрядчик». Берётся за работу любого рода, вне зависимости от её сложности и законности. Возраст около 24 лет. Мастер дедукции, маскировки, звуковой имитации, взламывания замков и чтения мыслей. Является практически легендарной личностью и имеет множество прозвищ, таких как «сильнейшая из людей», «смертоносная красная», «один против тысячи» и других. Впервые упоминается в первом романе, как частный детектив, приглашённый для раскрытия убийства, однако не появляется до эпилога. 
Сэйю: Юко Кайда
Томо Кунагиса (яп. 玖渚 友 Кунагиса Томо) — ближайший друг Иккуна. 19-летняя девушка с голубыми глазами и голубыми волосами. Страдает синдромом саванта, из-за чего является гением в области вычислительной техники, но абсолютно бездарна во всех остальных областях. Является очень эксцентричной личностью, самодовольна и весела. Считает себя единственным в мире человеком, живущим без страданий. Асоциальна. Зачастую перестаёт слушать собеседника, как только увлекается какой-либо мыслью. В то время, когда И был в Хьюстоне, возглавляла группу из 9 хакеров (включая себя).
Сэйю: Аой Юки

### Остров Мокрого вороньего пера
Остров Мокрого вороньего пера (яп. 鴉の濡れ羽島 Карасуно Нурэбадзима) — место ссылки и владения Ирии Акагами, на котором постоянными жителями являются только она и её прислуга.
Ириа Акагами (яп. 赤神 イリア Акагами Ириа) — 21-летняя девушка, наследница семьи Акагами. Страдает заболеваниями психики, из-за чего 5 лет назад была отправлена под домашний арест на собственный остров. Однако ни её власть, ни её состояние ограничены не были, что позволяет ей жить у на своём острове без 
каких-либо неудобств. Ради своего развлечения периодически приглашает к себе гениев в различных областях. По факту одержима чужими талантами. Целиком и полностью доверяет Дзюн Айкаве, как гениальному детективу.
Сэйю: Мария Исэ
Рэй Ханда (яп. 班田 玲 Ханда Рэй) — глава персонала острова Мокрого вороньего пера, старшая горничная. Девушка с короткими пепельными волосами.
Сэйю: Хоко Кувасима
Акари Тига (яп. 千賀 あかり Тига Акари) — старшая из сестёр Тига. Очень умна, но имеет непостоянный характер, временами схожий на раздвоение личности.
Сэйю: Нацуко Куватани
Хикари Тига (яп. 千賀 ひかり Тига Хикари) — средняя из сестёр Тига. Любит торговаться, страдает лёгкой формой мизофобии.
Сэйю: Рёко Синтани
Тэруко Тига (яп. 千賀 てる子 Тига Тэруко) — младшая из сестёр Тига. Очень молчалива, однако в редких разговорах склонна ко лжи. Владеет боевыми искусствами и является телохранителем Ирии. Носит очки.
Сэйю: Юко Гото
Аканэ Сонояма (яп. 園山 赤音 Сонояма Аканэ) — гостья Ирии, гениальный учёный 30 лет. Одна из участников системы ER3 и первая из них японка. Выросла за пределами Японии, вследствие чего имеет затруднения с японским языком (в частности с ёдзидзюкуго), однако гордится своими умениями в математике и английском. Высокая стройная женщина с длинными чёрными волосами. Хорошо владеет каратэ.
Сэйю: Ю Симамура

### Прочие персонажи
Хитосики Дзэродзаки (яп. 零崎 人識 Дзэродзаки Хитосики) — серийный убийца, «потерявший человечность». Впервые Иккун узнаёт о нём после серии убийств в Киото, получивших большую огласку. В пятницу 13 нападает на Иккуна, но нападение оканчивается неудачей, после чего они налаживают контакт и становятся друзьями. Рост около 150 сантиметров, волосы обесцвеченные, носит три серьги в одном ухе и подвеску для телефона в другом, на правой стороне лица татуировка. В качестве оружия предпочитает небольшие ножи, которые в большом количестве всегда носит при себе.
Харукана И (яп. 井伊 遥奈 И: Харукана) — младшая сестра главного героя. В детстве была похищена организацией Кунагиса. К моменту, когда Иккун встретил Томо, он ещё не знал о существовании собственной младшей сестры, несмотря на то, что она жила поблизости с ним. Одна из немногих, кто знает имя Иккуна. Погибла в авиакатастрофе.

## Медиа-издания

### Лайт новел

#### Список томов
| № | Заглавие                                                                                                  | Дата публикации      | ISBN                   |
| --- | --- | -------------------- | ---------------------- |
| Zaregoto Series | |                      |                        |
| 1 | Kubikiri Cycle: Aoiro Savan to Zaregoto Tsukai (クビキリサイクル 青色サヴァンと戯言遣い)                  | 5 февраля 2002 года  | ISBN 978-4-06-182233-7 |
| И-кун и Томо приглашены на остров Вороньего Пера в Японском море, где Ириа Акагами, наследница богатейшей семьи Акагами, лишённая наследства, находится в изгнании на протяжении последних 5 лет. Для своего развлечения она приглашает на остров гениев в различных областях, таких как Томо. Но в этот раз на острове происходит убийство, и Ириа решает пригласить для раскрытия преступления Дзюн Айкаву. И пока Дзюн добирается на остров, И-кун вместе с Томо берутся за это дело. Дословный перевод: «Обезглавливающий цикл: Синий Савант и Повелитель Бессмыслиц». На обложке: Томо Кунагиса. | |                      |                        |
| 2 | Kubishime Romanticist: Ningen Shikkaku, Zerozaki Hitoshiki (クビシメロマンチスト 人間失格・零崎人識)      | 8 мая 2002 года      | ISBN 978-4-06-182250-4 |
| Дословный перевод: «Удушающий романтик: Лишённый человечности, Хитосики Дзэродзаки». На обложке: Микоко Аоий. | |                      |                        |
| 3 | Kubitsuri High School: Zaregoto Tsukai no Deshi (クビツリハイスクール 戯言遣いの弟子)                     | 5 августа 2002 года  | ISBN 978-4-06-182267-2 |
| Дословный перевод: «Повесившаяся Школа: Ученик Повелителя Бессмыслиц». На обложке: Итихимэ Юкарики. | |                      |                        |
| 4 | Psycho Logical (Part 1): Utsurigi Gaisuke no Zaregoto Goroshi (サイコロジカル〈上〉兎吊木垓輔の戯言殺し)  | 5 ноября 2002 года   | ISBN 978-4-06-182283-2 |
| Дословный перевод: «Психологическое (Часть 1): Убийца бессмыслиц Гайсукэ Уцуриги». На обложке: Томо Кунагиса. | |                      |                        |
| 5 | Psycho Logical (Part 2): Hikaremono no Kouta (サイコロジカル〈下〉曳かれ者の小唄)                         | 5 ноября 2002 года   | ISBN 978-4-06-182284-9 |
| Дословный перевод: «Психологическое (Часть 2): Притягательная Кота». На обложке: Кота Исимару. | |                      |                        |
| 6 | Hitokui Magical: Satsuriku Kijutsu no Niounomiya Kyoudai (ヒトクイマジカル 殺戮奇術の匂宮兄妹)            | 5 июля 2003 года     | ISBN 978-4-06-182323-5 |
| Дословный перевод: «Волшебный людоед: Мастера резни, семья Ниономия». На обложке: Идзуму Ниономия. | |                      |                        |
| 7 | Nekosogi Radical (Part 1): Juusan Kaidan (ネコソギラジカル〈上〉十三階段)                                 | 8 февраля 2005 года  | ISBN 978-4-06-182393-8 |
| Дословный перевод: «Выкорчеванный радикал (Часть 1): Тринадцать ступеней». На обложке: Дзюн Айкава. | |                      |                        |
| 8 | Nekosogi Radical (Part 2): Akaki Seisai vs. Daidainaru Shu (ネコソギラジカル〈中〉赤き征裁vs.橙なる種)    | 7 июня 2005 года     | ISBN 978-4-06-182399-0 |
| Дословный перевод: «Выкорчеванный радикал (Часть 2): Убийственная Красная против Оранжевого Семени». На обложке: Магокоро Омокагэ. | |                      |                        |
| 9 | Nekosogi Radical (Part 3): Aoiro Savan to Zaregoto Tsukai (ネコソギラジカル〈下〉青色サヴァンと戯言遣い)  | 8 ноября 2005 года   | ISBN 978-4-06-182400-3 |
| Дословный перевод: «Выкорчеванный радикал (Часть 3): Синий Савант и Повелитель Бессмыслиц». На обложке: Томо Кунагиса. | |                      |                        |
| Ningen Series | |                      |                        |
| 1 | Zerozaki Soushiki no Ningen Shiken (零崎双識の人間試験)                                                   | 5 февраля 2004 года  | ISBN 978-4-06-310795-1 |
| Дословный перевод: «Человеческие эксперименты Сосики Дзэродзаки». На обложке: Сосики Дзэродзаки. | |                      |                        |
| 2 | Zerozaki Kishishiki no Ningen Knock (零崎軋識の人間ノック)                                                | 25 октября 2006 года | ISBN 978-4-06-182509-7 |
| Дословный перевод: «Человеческий стук Кисисики Дзэродзаки». На обложке: Кисисики Дзэродзаки. | |                      |                        |
| 3 | Zerozaki Magashiki no Ningen Ningen (零崎曲識の人間人間)                                                  | 6 марта 2008 года    | ISBN 978-4-06-182582-6 |
| Дословный перевод: «Человеческий характер Магасики Дзэродзаки». На обложке: Магасики Дзэродзаки. | |                      |                        |
| 4 | Zerozaki Hitoshiki no Ningen Kankei. Niounomiya Izumu to no Kankei (零崎人識の人間関係 匂宮出夢との関係)  | 25 марта 2010 года   | ISBN 978-4-06-182679-3 |
| Дословный перевод: «Человеческие отношения Хитосики Дзэродзаки. Отношения с Идзуму Ниономией». На обложке: Хитосики Дзэродзаки. | |                      |                        |
| 5 | Zerozaki Hitoshiki no Ningen Kankei. Iori Mutou to no Kankei (零崎人識の人間関係 無桐伊織との関係)        | 25 марта 2010 года   | ISBN 978-4-06-182680-9 |
| Дословный перевод: «Человеческие отношения Хитосики Дзэродзаки. Отношения с Муто Иори». На обложке: Хитосики Дзэродзаки. | |                      |                        |
| 6 | Zerozaki Hitoshiki no Ningen Kankei. Soushiki Zerozaki to no Kankei (零崎人識の人間関係 零崎双識との関係) | 25 марта 2010 года   | ISBN 978-4-06-182681-6 |
| Дословный перевод: «Человеческие отношения Хитосики Дзэродзаки. Отношения с Сосики Дзэродзаки». На обложке: Сосики Дзэродзаки. | |                      |                        |
| 7 | Zerozaki Hitoshiki no Ningen Kankei. Zaregoto Tsukai to no Kankei (零崎人識の人間関係 戯言遣いとの関係)   | 25 марта 2010 года   | ISBN 978-4-06-182682-3 |
| Дословный перевод: «Человеческие отношения Хитосики Дзэродзаки. Отношения с Повелителем Бессмыслиц». На обложке: Хитосики Дзэродзаки. | |                      |                        |
| Saikyou Series | |                      |                        |
| 1 | Jinrui Saikyou no Hatsukoi (人類最強の初恋)                                                               | 23 апреля 2015 года  | ISBN 978-4-06-299040-0 |
| Дословный перевод: «Первая любовь Сильнейшей из Людей». На обложке: Дзюн Айкава. | |                      |                        |
| 2 | Jinrui Saikyou no Jun'ai (人類最強の純愛)                                                                 | 7 мая 2016 года      | ISBN 978-4-06-299074-5 |
| Дословный перевод: «Чистая любовь Сильнейшей из Людей». На обложке: Дзюн Айкава. | |                      |                        |
| 3 | Jinrui Saikyou no Tokimeki (人類最強の悸めき)                                                             | 21 апреля 2017 года  | ISBN 978-4-06-299093-6 |
| Дословный перевод: «Трепет Сильнейшей из Людей». На обложке: Дзюн Айкава. | |                      |                        |

### Аниме

Обложка первого диска аниме Kubikiri Cycle

Аниме-адаптация первого тома серии, Kubikiri Cycle, производится студией Shaft в формате OVA. Изначально планировалось выпустить 8 серий с октября 2016 по май 2017, но по неизвестным причинам сроки выхода некоторых серий были смещены.
Опенингом является композиция "Cobalt World" в исполнении Sangatsu no Phantasia. Эндингом — "Märchen" в исполнении Kalafina.
| № серии | Название         | Персонаж на обложке                   | Начало продаж    |
| ------- | ---------------- | ------------------------------------- | ---------------- |
| 1       | Эпизод первый    | И-кун и Томо Кунагиса                 | 26 октября 2016  |
| 2       | Эпизод второй    | Канамэ Ибуки и Синъя Сакаки           | 30 ноября 2016   |
| 3       | Эпизод третий    | Маки Химэна                           | 25 января 2017   |
| 4       | Эпизод четвёртый | Аканэ Сонояма                         | 22 февраля 2017  |
| 5       | Эпизод пятый     | Акари Тига, Хикари Тига и Тэруко Тига | 29 марта 2017    |
| 6       | Эпизод шестой    | Яёй Сасироно                          | 31 мая 2017      |
| 7       | Эпизод седьмой   |                                       | 30 августа 2017  |
| 8       | Эпизод восьмой   |                                       | 27 сентября 2017 |

## Отзывы и популярность
Первая книга серии Zaregoto, Kubikiri Cycle, являлась дебютным произведением Нисио Исина. Данная работа была удостоена награды Mephisto Prize в 2002 году
.
Серия трижды входила в рейтинг лучших новелл Kono Light Novel ga Sugoi! от издательства Takarajimasha: 2 место в 2005 году, 1 место в 2006 году и 3 место в 2007 году. И-кун в свою очередь дважды становился лучшим мужским персонажем 2005 и 2006 года, а также занял второе место в 2007 году.